# Der Judenfriedhof
Der jüdische Friedhof oder Der Judenfriedhof (englisch The Jewish Cemetery) ist ein Gemälde des niederländischen Landschaftsmalers Jacob Isaacksz. van Ruisdael, das etwa 1655 entstanden ist. Es zeigt eine romantische Landschaft, in der allegorisch die Vergänglichkeit des Lebens, des menschlichen Schaffens und der Lauf der Zeit als Fluss dargestellt ist. Das Bild gehört seit 1754 zum Bestand der Gemäldegalerie Alte Meister der Staatlichen Kunstsammlungen in Dresden.

## Beschreibung
Das Werk hat die Maße 84 × 95 cm und ist in der Maltechnik Öl auf Leinwand ausgeführt. Signiert hat es Ruisdael mit seinem Namenszug auf einer Grabplatte mit Oval unten links.
Vor einem Himmel mit dramatischer Wolkenformation eines abziehenden Regenschauers mit einem nach links aus dem Bild führenden Regenbogen erhebt sich in einer bergigen Landschaft mit Buschwerk die Ruine eines vielleicht sakralen Gebäudes mit hohen Fensterhöhlen. Davor befinden sich Grabmale aus verschiedenen Steinsorten, wie weißer Marmor, schwarzer Granit und rötlicher Sandstein. Auf der senkrecht stehenden weißen marmornen Steinplatte unterhalb des Bildmittelpunkts sind Schriftzeichen zu erkennen, die entfernt an eine hebräische Inschrift erinnern. Am rechten Bildrand steht ein nach links geneigter abgestorbener Baum, sein Pendant am Bachufer ist nur noch als Stumpf vorhanden. Vom linken Bildhintergrund fließt ein Bach mit kleinem Wasserfall nach rechts unten in den Bildvordergrund.
Die abziehenden Regenwolken geben am Standpunkt des Betrachters den Himmel wieder frei, sodass die Sonne die vorderen Partien des Bildes beleuchten kann und so dramatische Lichteffekte setzen kann.
Im Hintergrund erhebt sich ein verfallenes Gebäude für das van Ruisdael die Ruinen des Klosters Egmond bei Alkmaar als Vorbild dienten. Die Sarkophage im Vordergrund entnahm er den realen Vorbildern des alten jüdischen Begräbnisplatzes Beth Haim in Ouderkerk. Dieser Friedhof besteht noch heute und die Grabmäler sind noch, zwar teilweise versunken und beschädigt, bestimmten Personen zuzuordnen. Der helle Sarkophag unterhalb des Bildmittelpunkts, mit dem prismenähnlichen Aufsatz und der beschädigten Platte, gehört dem Doktor Eliahu Montalto, ursprünglich aus Portugal, gestorben 1616 in Leghorn, der zunächst Leibarzt von Ferdinando I. de’ Medici und später von Maria de’ Medici war. Rechts daneben liegt das Grab des Amsterdamer Rabbiners (Chacham) Isaac Uziel, der von 1617 bis zu seinem Tode 1622 amtierte. Rechts unterhalb der abgestorbenen Birke befindet sich das Grab eines Israel Abraham Mendes, gestorben 1627 und ganz links ist das schwarze Grab mit darauf liegender Halbsäule von Melchior Franco Mendes zu erkennen.

## Provenienz, Ausstellung
Über die Provenienz des Dresdner Bildes ist einiges aus den frühen Jahren bekannt. So wurde es wahrscheinlich am 16. September 1739 bei de Beukelaar verkauft, erschien 1752 im Verkaufskatalog von Gerard Hoet (1698–1760). 1754 tauchte es in einer Inventarliste der Dresdner Galerie auf. 1945 kam es in die Sowjetunion und wurde 1955 zurückgegeben.
Das Bild wurde in mehreren Ausstellungen gezeigt:
- Berlin 1955/1956
- Zürich 1971
- Washington, New York, San Francisco 1978/1979
- 1. Oktober 1981 bis 3. Januar 1982, The Royal Cabinet of Paintings im Mauritshuis in Den Haag.
- 18. Januar 1982 bis 11. April 1982, Fogg Art Museum in Cambridge, Massachusetts.
- Ans Licht gebracht 18. Januar 2001 bis 1. April 2002, Hamburger Kunsthalle und Haarlem.
- Ans Licht gebracht 27. April 2002 bis 29. Juli 2002, Frans Hals Museum, Haarlem.

## Deutung
Ruisdael hat dieses Motiv zweimal in Öl gemalt und mehrere Kreidezeichnungen angefertigt, die neben den steinernen Grabstätten des Friedhofs im Hintergrund keine Ruine, sondern in einigen Blättern einen Kirchturm zeigen (Sammlung Teylers Museum, Haarlem). Eine jüngere, hellere Version des Gemäldes existiert im Detroit Institute of Arts. Diese Bilder gehören zu den wenigen Landschaften Ruisdaels, die eine allegorische Absicht enthalten. Die bereits romantisch erscheinende Komposition aus Ruinen, abgestorbenen Bäumen, durchaus als Vanitas-Symbole aufzufassen, Gräbern und einem fließenden Gewässer versinnbildlichen nach Ansicht derjenigen Autoren, die Ruisdaels Bilder im frühen 19. Jahrhundert erstmals besprochen haben, die Vergänglichkeit des Lebens und die letztendliche Vergeblichkeit menschlichen Strebens. Andererseits könnte die hervortretende Sonne ein deutlicher Hinweis auf die Hoffnung auf ein ewiges Leben im Jenseits sein, ebenso wie der nach links aus dem Bild strebende Regenbogen als Symbol der Hoffnung angesehen werden kann. In der niederländischen Malerei des 17. Jahrhunderts waren solche Auffassungen ein weit verbreitetes Thema.

## Beschreibung und Provenienz des Detroiter Gemäldes
Die Existenz eines inhaltlich sehr ähnlichen Gemäldes, das sich heute im Detroit Institute of Arts befindet, wurde der Forschung erst 1920 bekannt. Es hat die viel größeren Abmessungen von 142,2 × 189,2 cm und soll später als das Dresdner Bild, etwa 1668 entstanden sein, und ihm soll eine völlig andere Auffassung als das Dresdner Bild zu Grunde liegen. Es ist ebenso mit Ölfarben auf Leinwand gemalt. In der Darstellung wird ein verfallender jüdischer Friedhof gezeigt, der unter dunkel aufziehenden Gewitterwolken liegt, der Regenbogen ist heller und farbiger. Die Ruine eines Kirchengebäudes erhebt sich im Hintergrund in der Bildmitte. Am rechten vorderen Bildrand steht eine abgestorbene Birke, deren weiße Rinde im kalten Gewitterlicht zu erstrahlen scheint. Auch die Frontseiten der drei Sarkophage sind in kaltweißes Licht getaucht.
Das Gemälde wurde am 22. September 1783 vermutlich von Pieter Locquet verkauft, gelangte über eine Auktion am 22. März 1790 in Paris an M. Marin Lebrun und am 15. Januar 1794 an G. J. Constantin. Über weitere Stationen kam es 1802 nach London in die Sammlung von Christian William Huygens, in die Sammlung George Gillow, die Sammlung Michael Zachary, die Sammlung Davis Mackintosh; über Anthony Reyre an Romford und am 30. April 1924 nach Berlin zu Leo Blumenreich und Frantz M. Zatzenstein. Über die Galerie Matthiesen gelangte es nach Detroit in die Sammlung Julius H. Haass, und ab 1926 wurde es im Detroit Institute of Arts gezeigt.

## Rezeption
Goethe besuchte die Dresdner Galerie mehrfach und beschrieb das Bild 1813 in seinem 1816 gedruckten Aufsatz Ruysdael als Dichter. Er schreibt, das Bild sei „allein der Vergangenheit gewidmet“. Er sieht die Grabmale als zerstört an, die Ruinen im Hintergrund des Bildes fasst er als die Reste des Domes eines Klosters auf:

„Die Grabmale sogar deuten, in ihrem zerstörten Zustande, auf ein mehr als Vergangenes, sie sind Grabmäler von sich selbst. […] Im Hintergrunde sieht man, […], magere Ruinen eines ehemals ungeheuern, in den Himmel strebenden Doms. […] Die ganze sonst gewiss fruchtbare Klosterumgebung ist verwildert, […] auf dem Kirchhof dringt diese Wildniß ein, von dessen ehemaliger frommen Befriedigung keine Spur mehr zu sehen ist.“

Eine melancholisch-romantische Sichtweise lag ihm also fern. Auch sah er das Bild nicht als spezifisch jüdischen Friedhof, sondern nur als die Überreste einer ehemals bedeutenden Abtei und den Friedhof als Ruhestätte wohlhabender alter Familien. Der französische Maler und Kunstkritiker Jean-Joseph Taillasson, der das Bild oder eine seiner Kopien kannte, schrieb 1807 von einer „süßen Melancholie“, die das Bild vermittle. Der englische Kunsthändler John Smith führte das Detroiter Gemälde 1835 in seinem ersten Ruisdael-Werkverzeichnis auf und schreibt, dass es 1815 von Paris nach England kam. Das Dresdner Bild kannte er ebenfalls, erwähnt es aber nur im Vorwort seines Kataloges:

Two pictures also, of a highly classical character, merit particular […]. They are styled ‘The Jews Burying Ground’; but are evidently intended as allegories of human life.

„Auch zwei Bilder mit einem hochklassizistischen Charakter verdienen besondere […] Sie werden als ‚The Jews Burying Ground‘ bezeichnet; sind aber offensichtlich als Allegorien des menschlichen Lebens gedacht.“

Dabei beeindruckte ihn das Dresdner Bild weniger als sein Pendant, er bezeichnet es als Duplikat. John Constable, der englische Landschaftsmaler der Romantik, überschrieb eine Abhandlung über Jacob van Ruisdael für die Kunstvereinigung British Institution mit An Allegory of the Life of Man. Es scheint also, dass er das Bild aus England kannte. Constable schreibt:

We see nothing till we truly understand it. In another instance he failed, because he attempted to tell that which is outside the reach of art.

„Wir sehen nichts, bis wir es wirklich verstehen. In einem anderen Fall scheiterte er, weil er versuchte, das zu sagen, was außerhalb der Reichweite der Kunst liegt.“

Die Rezipienten aus dem 19. Jahrhundert lobten das Gemälde durchwegs auch wegen seiner Lichtführung und Farbigkeit, doch heute erscheint es dunkel und farblich nivelliert. Eine aufgebrachte dicke Firnisschicht mildert die Kontraste ab.
Der deutsche Grafiker und Maler Konrad Klapheck verbindet mit dem Bild die Erinnerung an den Tod seiner Frau. Er und seine jüdische Frau Lilo besuchten 1982 in Den Haag die Ruisdael-Ausstellung, in der beide Versionen des Gemäldes gezeigt wurden. Klapheck fand das Detroiter Bild besser, weil der kahle Baum sich nach rechts neigt und der Regenbogen deutlicher erscheint. Seine Frau zog hingegen die Dresdner Version vor, man stritt sich. Beim Besuch des real existierenden Friedhofs von Ouderkerk bei Amsterdam 1985 fanden die Eheleute wieder näher zueinander. Sie starb 1987.